# Camila (album)
Camila è il primo album in studio della cantante messicana-statunitense Camila Cabello, pubblicato il 12 gennaio 2018 su etichette discografiche Epic Records, Syco e Sony Music.
La cantante ha iniziato a lavorare all'album a gennaio 2017, appena dopo la sua separazione dal girl group Fifth Harmony di cui ha fatto parte dal 2012 e con cui ha pubblicato due album e un EP. Il disco, che in origine si doveva chiamare The Hurting. The Healing. The Loving., include canzoni pop con elementi di musica latina e R&B.
Camila, che doveva inizialmente essere pubblicato a settembre 2017 con Crying in the Club come singolo di lancio, è stato posticipato e cambiato considerevolmente in seguito al successo del singolo Havana, che ha raggiunto il primo posto nelle classifiche di Stati Uniti, Regno Unito, Canada e Australia. Il secondo singolo, Never Be the Same, è uscito il 7 dicembre 2017.
L'album ha ricevuto un'accoglienza positiva da parte dei critici musicali, ottenendo un punteggio di 75 su 100 su Metacritic e una candidatura ai Grammy Awards 2019 per il miglior album pop vocale. A livello commerciale, Camila ha ottenuto un successo considerevole, debuttando al primo posto in Stati Uniti e Canada e al secondo nel Regno Unito.

## Antefatti
Camila Cabello è diventata famosa come membro del gruppo Fifth Harmony, formato nel 2012 durante la seconda edizione del talent show The X Factor. Il gruppo è arrivato al terzo posto nella competizione e successivamente ha firmato un contratto discografico con la Syco e con la Epic Records. Il gruppo ha ottenuto successo per i singoli Worth It e Work from Home, estratti rispettivamente dagli album Reflection e 7/27, entrambi certificati disco di platino negli Stati Uniti. Camila ha collaborato con il cantante canadese Shawn Mendes per il suo singolo I Know What You Did Last Summer, primo singolo della cantante senza il gruppo. Successivamente ha collaborato con il rapper Machine Gun Kelly per la canzone Bad Things.
Nel dicembre 2016 la cantante ha annunciato l'addio al gruppo Fifth Harmony per dedicarsi alla carriera solista. Durante un'intervista con la rivista Latina, ha commentato la sua scelta e i piani futuri, affermando di avere "il bisogno di seguire il [suo] cuore e la [sua] visione artistica". Il suo distacco dal gruppo le ha vinto paragoni con Beyoncé e Justin Timberlake, che hanno rispettivamente lasciato le Destiny's Child e gli NSYNC per trovare fortuna da solisti.
Durante la registrazione del suo album di debutto, la cantante ha partecipato a diverse collaborazioni: il singolo di Cashmere Cat Love Incredible; la canzone utilizzata per la colonna sonora di Fast & Furious 8, Hey Ma, in collaborazione con Pitbull e J Balvin e Know No Better, con i Major Lazer, Travis Scott e Quavo. Camila ha inoltre aperto le date del cantante Bruno Mars nel suo 24K Magic World Tour.

## Sviluppo e incisione
Camila ha iniziato a lavorare al suo album di debutto a gennaio 2017. Le prime fasi di sviluppo del disco hanno visto la cantante collaborare con nomi noti nel mondo della musica, come Diplo e Pharrell Williams. Anche se nell'album finale non sono presenti produzioni di nessuno di questi due artisti, Pharrell è uno degli autori del singolo Havana. Camila ha inoltre collaborato con Andrew "Pop" Wansel su canzoni che hanno finito per rimanere inedite. La cantante ha affermato di voler produrre un album che raccontasse "la storia del [suo] viaggio dal buio alla luce, da un momento in cui [si sentiva] persa fino a quello in cui [si è] ritrovata". I testi secondo questo concetto avrebbero dovuto seguire i temi di "dolore, guarigione e amore" – da qui il titolo originale del disco, The Hurting. The Healing. The Loving. Il testo del primo brano pubblicato da questo progetto, Crying in the Club, scritto originariamente da Sia e prodotto da Benny Blanco, Cashmere Cat e Happy Perez, è stato modificato in parte da Camila perché rispettasse il tema di "guarigione attraverso la musica". Un secondo brano pubblicato pochi giorni dopo, I Have Questions, è stato realizzato in collaborazione con il produttore Jesse Shatkin.
Ed Sheeran ha realizzato una demo di un brano scritto da lui, intitolato The Boy, e l'ha inviato a Camila, la quale ha modificato il testo quasi interamente. Ed Sheeran ha paragonato il pezzo a Crazy in Love di Beyoncé, descrivendola come "dalle sonorità funk". Camila ha inoltre lavorato su molte canzoni con Ryan Tedder degli OneRepublic, il quale ha descritto le loro collaborazioni come "estremamente moderne e d'avanguardia, ma molto nello stile di Camila e con un'atmosfera cubana". Into It, la decima traccia dell'album, è l'unica collaborazione tra la cantante e Ryan Tedder che è stata inclusa nell'album. Camila ha inoltre confermato l'esistenza di una traccia chiamata Sangria Wine che intendeva includere in The Hurting. The Healing. The Loving., la cui pubblicazione era inizialmente stata confermata per settembre 2017. Il brano, che alla fine non verrà incluso nell'album, sarà comunque pubblicato come singolo a maggio 2018 in duetto con Pharrell Williams. Su OMG, traccia promozionale pubblicata ad agosto 2017 e prodotta dagli Stargate, ha collaborato la cantante inglese Charli XCX. Il brano, dal sound marcatamente hip hop, è una collaborazione con Quavo dei Migos.
Prima dell'uscita di Crying in the Club, la stazione radiofonica inglese Capital FM ha confermato per errore l'esistenza di una traccia chiamata Good Reason to Go, che è finita per essere inclusa come ottava traccia dell'album con il titolo di Something's Gotta Give. Camila ha rivelato l'esistenza di un'ulteriore traccia, It's Only Natural, a maggio 2017. Durante il suo tour con Bruno Mars la cantante si è esibita con le allora inedite Havana, OMG, Inside Out e Never Be the Same; nella stessa occasione ha confermato anche le tracce In the Dark e Scar Tissue, ma quest'ultima non è stata mai pubblicata.
Dopo l'improvviso successo di Havana, Camila ha annunciato che avrebbe posticipato la data di uscita del suo album di debutto, non più intitolato The Hurting. The Healing. The Loving., e che avrebbe scartato gran parte del materiale registrato fino ad allora (incluso il suo singolo di debutto Crying in the Club e le tracce promozionali I Have Questions e OMG) in favore di nuove canzoni. Ha quindi registrato dei nuovi brani con Frank Dukes per conferire alla sua musica sonorità latineggianti e ritmi reggaeton ispirati a quelli di artisti come i Calle 13 e J Balvin. In un'intervista con MTV la cantante ha affermato: "Hai solo una possibilità per produrre un album di debutto, e ormai ho tantissime canzoni a cui sono affezionata. Pensate a quegli album in cui ci sono canzoni che risultano più deboli rispetto ai singoli. Io voglio che ogni canzone sul mio disco sia un potenziale singolo." Camila ha lavorato con la società di gestione Electric Feel di Frank Dukes, produttore esecutivo dell'album.

## Pubblicazione
Il 13 novembre 2017 Camila ha confermato l'abbandono di The Hurting. The Healing. The Loving., la cui pubblicazione era inizialmente stata pianificata per il 22 settembre. Il 5 dicembre la cantante ha annunciato che il suo nuovo progetto si sarebbe chiamato Camila e che sarebbe stato messo in commercio il 12 gennaio 2018. L'album è andato in pre-ordine sui retailer digitali il 7 dicembre successivo. Riguardo alla decisione di rinominare il disco la cantante ha affermato: "Ho deciso di dare il mio nome al mio album perché marca la fine di questo capitolo della mia vita. Era iniziato con la storia di qualcun altro, ed è finito con il ritrovamento di me stessa."
La copertina di Camila, rivelata dalla cantante sul suo profilo Instagram, la vede ritratta seduta in una stanza con indosso un vestito floreale e dei sandali. Le fotografie per la copertina e per il booklet sono state scattate nel quartiere Little Havana di Miami da Amber Park.
L'album contiene undici tracce: dieci inediti e una versione radiofonica di Never Be the Same, dal cui testo sono stati rimossi i riferimenti alle droghe. La catena di supermercati Target ha messo in commercio un'edizione deluxe dell'album, che include come unica traccia bonus il remix in Spanglish di Havana, che vede il rapper portoricano Daddy Yankee al posto di Young Thug. Infine, l'edizione venduta in Giappone di Camila, oltre al remix di Havana, comprende I Have Questions, il singolo promozionale pubblicato a maggio dell'anno precedente.

## Descrizione
Camila è un disco pop con elementi di musica latina, reggaeton, rhythm and blues e hip hop. I testi si concentrano principalmente su temi di amore in tutte le sue sfaccettature, amicizia e apprezzamento per la terra natìa, Cuba.
Apre l'album Never Be the Same, un brano caratterizzato dal massiccio uso della tecnica del falsetto da parte della cantante e da un testo che paragona la dipendenza dall'amore a quella da droghe come nicotina, eroina e morfina. La traccia ricompare come undicesima nella sua versione trasmessa dalle radio, priva di ogni riferimento alle droghe. Glenn Gamboa di Newsday ha scritto della canzone che "il modo in cui [Camila] riesce a passare velocemente dal falsetto alla sua piena voce nel drammatico ritornello è una caratteristica da vera star". La seconda traccia, All These Years, un pezzo R&B in cui la cantante canta di un incontro con una vecchia fiamma che non vedeva da anni su un ritmo scandito da una chitarra acustica, è stata paragonata alla musica di Ed Sheeran per via del suo stile minimalista.
L'album prosegue con She Loves Control, prodotta da Skrillex, che con le sue sonorità dancehall ed elettroniche e con la sua chitarra spagnoleggiante dà un assaggio delle origini latinoamericane di Camila. Il testo della canzone "ritrae il profilo di una spaccacuori che vive per le forti emozioni, ma può essere anche interpretato come una dichiarazione d'indipendenza da una situazione opprimente". Havana, la quarta traccia di Camila nonché singolo di lancio, in cui compare il rapper Young Thug come unico ospite dell'album. Il brano, una produzione di Pharrell Williams, è un omaggio a L'Avana, la capitale cubana, città in cui la cantante è nata e cresciuta fino al suo trasferimento definitivo a Miami all'età di cinque anni. Recensendo l'album per Newsday, Glenn Bamboa ha scritto che Havana "fornisce delle solida fondamenta al resto dell'album e alle ambizioni della cantante di diventare una pop star affermata come sono riuscite a fare Selena Gomez e Demi Lovato". Con il suo semplice ma orecchiabile ritmo guidato da un pianoforte e ispirato alla salsa, Havana è riuscita a conquistare la vetta delle classifiche di più di quindici Paesi in tutto il mondo. Altra traccia latineggiante è la successiva, Inside Out, che vede Camila cantare alcuni versi in spagnolo. Con il suo ritmo tropicale scandito dallo steel pan e i suoi riferimenti ai quartieri a sud di Miami dove Camila è cresciuta, in questo brano reggaeton la cantante flirta con un suo interesse amoroso.
Il ritmo di Camila rallenta con la sesta traccia, Consequences, una ballata malinconica in cui la cantante riflette sugli alti e bassi di un amore adolescenziale, al quale si riferisce in seconda persona. Il brano presenta un pianoforte come unico componente della base musicale, mettendo in risalto la voce di Camila. Real Friends, settimo brano dell'album e già singolo promozionale, è un pezzo reggae-pop con una base musicale scandita da una chitarra acustica e da schiocchi di dita in cui Camila esprime la propria delusione verso persone che credeva amiche e il desiderio di conoscere nuove persone con cui stringere rapporti. Sam Warner di Digital Spy ritiene che la canzone potrebbe essere rivolta alle altre quattro componenti delle Fifth Harmony, il girl group di cui Camila faceva parte e che ha successivamente abbandonato senza rimanervi in buoni rapporti. Something's Gotta Give, la canzone successiva, è un'introspettiva ballata che parla della fine di un rapporto amoroso.
Camila sperimenta con le sonorità trip hop nel nono brano, intitolato In the Dark, il cui testo "può essere interpretato sia come un appuntamento per andare a letto che come un desiderio di intimità". L'ultima traccia inedita di Camila è Into It, che è stata paragonata alla musica di Carly Rae Jepsen, Sia, Ariana Grande e Lorde. È l'unica collaborazione presente sul disco con Ryan Tedder, con cui Camila ha lavorato a lungo durante le prime fasi di sviluppo dell'album. Il testo ruota intorno al tentativo della cantante di sedurre un suo interesse amoroso. Mike Nied, scrivendo per Idolator, la ritiene "la canzone più matura del disco".

## Promozione
Dall'8 maggio 2018 Camila Cabello è stata in tournée con Taylor Swift come apri concerto insieme a Charli XCX per le date statunitensi, canadesi, britanniche e irlandesi del suo Reputation Stadium Tour, che l'ha tenuta impegnata fino ad ottobre.
La cantante ha annunciato via Instagram il suo primo concerto da solista, il Never Be the Same Tour, il 14 febbraio 2018; i biglietti sono andati in prevendita il giorno successivo. La tournée include 40 concerti nelle Americhe, in Europa e nel Medio Oriente, e si è svolta in palazzetti dalla capienza di poche migliaia di spettatori. Tutti i biglietti disponibili sono stati venduti in meno di un giorno. Bazzi è stato l'apri concerto per la prima serie di date nordamericane. Il tour è iniziato a Buenos Aires il 16 marzo 2018 e si è concluso il 5 marzo 2019 a Houston.

### Singoli
Il singolo di lancio dell'album, allora ancora intitolato The Hurting. The Healing. The Loving., avrebbe dovuto essere Crying in the Club. Il brano, scritto in collaborazione con Sia e pubblicato il 19 maggio 2017, è stato supportato da un'intensa attività promozionale che ha incluso solo nei mesi di maggio e giugno esibizioni dal vivo ai Billboard Music Awards, a Britain's Got Talent, ai MuchMusic Video Award e al Tonight Show Starring Jimmy Fallon; è stato inoltre aggiunto alla sua scaletta di apertura per i concerti di Bruno Mars. Tuttavia, Crying in the Club non ha ottenuto il successo sperato, fermandosi al quarantasettesimo posto in classifica negli Stati Uniti. Una traccia promozionale, I Have Questions, è stata messa in commercio pochi giorni dopo la pubblicazione di Crying in the Club.
Il 3 agosto 2017 sono usciti due singoli promozionali, OMG e Havana, rispettivamente in collaborazione con i rapper Quavo e Young Thug. Visto lo spontaneo successo di Havana, la Epic Records ha deciso di pubblicare il brano come singolo, mettendolo in rotazione radiofonica a partire dall'8 settembre. Havana ha raggiunto il primo posto in classifica in più di quindici Paesi, fra cui Stati Uniti, Canada, Regno Unito e Australia. Di Havana è stato pubblicato anche un remix in Spanglish con Daddy Yankee per i mercati ispanici. Il successo del singolo ha indotto il team di Camila a registrare nuove canzoni per l'album, escludendo Crying in the Club, I Have Questions e OMG e abbandonando il concetto di The Hurting. The Healing. The Loving.
Due nuove tracce, Real Friends e Never Be the Same, sono state messe in commercio il 7 dicembre 2017 con la possibilità di pre-ordinare l'album. Never Be the Same è stata aggiunta alle playlist radiofoniche il mese successivo, diventando il secondo singolo ufficiale da Camila. Ha raggiunto il sesto posto nella Billboard Hot 100 e il settimo nella classifica britannica. Un remix di Real Friends con la partecipazione del rapper Swae Lee è stato pubblicato il 16 agosto 2018; inizialmente destinato a diventare il terzo singolo estratto dall'album, è stato infine cancellato e sostituito da Consequences, uscito il 9 ottobre 2018.

## Accoglienza
| Recensione           | Giudizio |
| -------------------- | -------- |
| AllMusic             |          |
| The Daily Telegraph  |          |
| Entertainment Weekly | B+       |
| Financial Times      |          |
| The Guardian         |          |
| Newsday              |          |
| NME                  |          |
| The Observer         |          |
| Pitchfork            |          |
| Rolling Stone        |          |
| The Times            |          |
| Idolator             |          |

Camila ha ricevuto recensioni generalmente positive dai critici musicali. Su Metacritic, sito che assegna un punteggio normalizzato su 100 in base a critiche selezionate, l'album ha ottenuto un punteggio medio di 78.
Kate Solomon, autrice per il quotidiano britannico Metro, ha pubblicato una recensione favorevole sull'album, scrivendo che "Camila si è sbarazzata delle ampollose sonorità R&B delle Fifth Harmony in favore di un breve, dolce album ricco di velate sonorità latine e classiche ballate pop". Will Hodgkinson di The Times ha notato che invece di produrre "forti canzoni pop con virtuosismi vocali", Camila si è concentrata sull'opposto, prediligendo delle produzioni meno invasive per far risaltare i temi di amore e desiderio dei brani. Nick Levine di NME ha descritto l'album come "una solido e sorprendentemente convincente prima impressione dell'artista". Per Alexis Petridis, autore per The Guardian, Camila è "un prodotto dell'industria pop che non suona troppo ordinario", apprezzando il fatto che la cantante ha evitato di "seguire servilmente le mode musicali del momento". Leah Greenblatt di Entertainment Weekly, che ha assegnato all'album un voto B+ (equivalente a quasi quattro stelle e mezzo su cinque), lo ritiene "un progetto personale" dove la voce della cantante riesce a brillare accompagnando sonorità latine e ballate d'impatto: "La voce di Camila non si distingue particolarmente, ma risulta istintivamente gradevole."
Patrick Ryan di USA Today ha apprezzato lo stile musicale su cui l'album si basa, definendolo "una vibrante mescolanza di stili e sonorità, sostenuta da una concreta base di famosi autori e produttori". Tuttavia, ha criticato l'eccessiva presenza di Auto-Tune nella produzione dell'album, ritenuta "non necessaria" per via della "potenza vocale dimostrata durante le esibizioni dal vivo della cantante". Sam Lansky, scrivendo per la rivista Time, ritiene che Camila abbia "le qualità per dominare da sola il palcoscenico". Similmente, Glenn Gamboa di Newsday ha scritto che grazie a questo album la cantante è "da prendere in considerazione e pronta ad essere una delle più grandi star debuttanti del 2018". Rob Sheffield di Rolling Stone e Matt Collar di AllMusic hanno entrambi assegnato a Camila un punteggio di tre stelle e mezzo su cinque, condividendo il pensiero che l'album lettera di presentazione da parte della cantante, composta da "brani pop romantici costellati da irresistibili ritmi latini ispirati alle sue origini cubane e messicane".
Mike Nied di Idolator ritiene il disco "autentico e coesivo", apprezzandone in particolare l'utilizzo della voce da parte della cantante, grazie alla quale "mescola il suo tipico stile pop-folk con un'eleganza latina, dando alla luce un ragguardevole risultato". Scrivendo per la rivista musicale statunitense Billboard, Taylor Weatherby ha apprezzato sia le canzoni più commerciali che quelle più personali, affermando che in queste ultime "si distingue l'implacabile vulnerabilità di Camila mentre canta delle sofferenze che provengono da relazioni amorose e di amicizia". In conclusione ha scritto: "Per una ragazza che ha iniziato come un membro di un gruppo di cinque elementi, Camila si è distinta per la voce e per i testi, tanto da farci capire che era sempre destinata ad essere una solista." Nel suo articolo pubblicato su Stereogum, Chris DeVille ha elogiato l'album di debutto della Cabello, apprezzandone la versatilità fra "le latineggianti canzoni da discoteca Havana e She Loves Control" e "le malinconiche ballate accompagnate da pianoforte Consequences e Something's Gotta Give". Kitty Empire del settimanale inglese The Observer ha definito il sound dell'album "industriale". Neil McCormick di The Daily Telegraph ha commentato che "alcune canzoni trasmettono un'affascinante onestà e fragilità, forse data dall'originale tematica dell'album", criticando tuttavia il disco per la poca genuinità.
L'album è entrato in varie classifiche di fine anno stilate dai critici musicali. Secondo Rolling Stone, Camila è stato il migliore disco pop del 2018, e il terzo in generale. Billboard l'ha classificato 8º nella classifica dei 50 migliori album del 2018, mentre per Time ed Entertainment Weekly è stato il 10º disco più valido dell'anno. L'anno successivo è stato candidato per un Grammy Award al miglior album pop vocale alla 61ª cerimonia annuale dei premi. Ha inoltre ricevuto una candidatura agli E! People's Choice Awards 2018 per l'album dell'anno, nonché una nomination ai LOS40 Music Awards del 2018 e una ai Juno Awards del 2019, entrambe per l'album internazionale dell'anno.

## Tracce
CD e download digitale
1. Never Be the Same – 3:47 (Camila Cabello, Adam Feeney, Leo Rami Dawod, Jacob Ludwig Olofsson, Noonie Bao, Sasha Jatčenko)
2. All These Years – 2:44 (Camila Cabello, Adam Feeney, Kaan Gunesberk, Jeff Gitelman, Mustafa Ahmed)
3. She Loves Control – 2:57 (Camila Cabello, Sonny John Moore, Adam Feeney, Louis Bell, Ilsey Juber, Mustafa Ahmed)
4. Havana (feat. Young Thug) – 3:36 (Camila Cabello, Jeffrey Williams, Adam Feeney, Brittany Hazzard, Ali Tamposi, Brian Lee, Andrew Watt, Pharrell Williams, Louis Bell, Kaan Gunesberk)
5. Inside Out – 3:02 (Camila Cabello, Brittany Hazzard, Adam Feeney, Tyler Williams, Kaan Gunesberko)
6. Consequences – 2:58 (Camila Cabello, Amy Wadge, Nicolle Galyon, Emily Weisband)
7. Real Friends – 3:33 (Camila Cabello, Adam Feeney, William Walsh, Louis Bell, Brian Lee)
8. Something's Gotta Give – 3:56 (Camila Cabello, Alex Schwartz, Joe Khajadourian, Sarah Hudson, James Abrahart, Jesse St. John)
9. In the Dark – 3:39 (Camila Cabello, Adam Feeney, Te Whiti Warbick, Simon Wilcox, Madison Love, James Abrahart)
10. Into It – 2:55 (Camila Cabello, Adam Feeney, Louis Bell, Kaan Gunesberk, Ryan Tedder, Justin Tranter)
11. Never Be the Same (Radio Edit) – 3:47 (Camila Cabello, Adam Feeney, Leo Rami Dawod, Jacob Ludwig Olofsson, Noonie Bao, Sasha Yatčenko)

Traccia bonus nell'edizione Target
1. Havana (feat. Daddy Yankee) (remix) – 3:19 (Cabello, J. Williams, Feeney, Hazzard, Tamposi, Lee, Watt, P. Williams, Bell, Gunesberk, Ramón Luis Ayala Rodríguez)

Traccia bonus nell'edizione giapponese
1. I Have Questions – 3:42 (Camila Cabello, Jesse Shatkin, Bibi Bourelly)

## Formazione
Musicisti
- Camila Cabello – voce
- Young Thug – voce (4)
- Serafin Aguilar – tromba (4)
- Josh Kerr – pianoforte (6)
- Starrah – coro (4)
- Pharrell Williams – coro (4)

Produzione
- Matt Beckley – produttore vocale (4, 8), tecnico (8)
- Louis Bell – produttore vocale (2, 3, 5, 7), tecnico di registrazione (2, 3, 5, 7, 10)
- Scott Desmarais – aiuto mixing (3, 5, 8, 9)
- Morning Estrada – tecnico di registrazione (7)
- Marco Falcone – aiuto tecnico di registrazione (4)
- Robin Florent – aiuto mixing (3, 5, 8, 9)
- Frank Dukes – produttore esecutivo, produttore (1, 2, 4, 5, 7, 9, 10), co-produttore (3, 8)
- The Futuristics – produttore (8)
- Chris Galland – tecnico mixing (3, 5, 8, 9)
- Mike Gaydusek – tecnico di registrazione (4)
- Șerban Ghenea – mixing (1, 2, 6, 7, 10)
- Henry Guevara – aiuto tecnico di registrazione (4)
- John Hanes – tecnico per il mixing (1, 2, 6, 7, 10)
- Kuk Harrell – produttore vocale (9), tecnico (9)
- Jarami – co-produttore (1)
- Ivan Jimenez – aiuto mixing (4)
- Jaycen Joshua – mixing (4)
- Dave Kutch – mastering
- Sean Madden – aiuto tecnico di registrazione (4)
- Kyle Mann – tecnico di registrazione (4)
- Manny Marroquin – mixing (3, 5, 8, 9)
- David Nakaji – aiuto mixing (4)
- Bart Schoudel – produttore vocale (6), tecnico di registrazione (1, 6)
- SickDrumz – co-produzione (9)
- Robbie Soukiasyan – tecnico di registrazione (4)
- Skrillex – produttore (3)
- T-Minus – produttore (5)
- Simone Torres – tecnico (9)

Design e management
- Joey Arbagey – A&R
- Darren Baber – pubblicità
- David Bell – marketing
- Alla Benyatov – marketing strategico
- Anita Marisa Boriboon – direttore creativo
- Chelsea Donnarumma – addetta al commerciale
- Dvora Englefield – pubblicità
- Robert Faulstich – addetto al business
- Dalia Glickman – amministratore A&R
- Roger Gold – management
- Celine Joshua – addetta al commerciale
- Lisa Kasha – marketing digitale
- Dennis Leupold – fotografia
- Maria Paula Marulanda – direttore artistica fotografica
- Shannon Mingal – marketing digitale
- Gian Mitchell – management
- Amber Park – addetta al confezionamento dell'album, direttrice artistica, design
- Don Passman – legale rappresentante
- Jermaine Pegues – operatore A&R
- Tyler Pittman – addetto al commercio
- J. Eugene Salomon – legale rappresentante
- Danny Santiago – styling
- Peter Savic – hairstyling
- Ethan Schiffres – legale rappresentante
- Snoshanna Stone – pubblicità
- Helen Stotler – legale rappresentante
- Patrick Ta – trucco e parrucco
- Stephanie Yu – addetto al business

## Successo commerciale
Meno di un giorno dopo la sua pubblicazione, Camila ha raggiunto il primo posto nelle classifiche iTunes di più di 100 Paesi. Ha debuttato al primo posto nella classifica degli Stati Uniti con 119.000 unità vendute. Di queste, 65.000 sono copie fisiche e digitali, mentre le restanti 54.000 sono composte da SEA ("stream-equivalent albums") e TEA ("track-equivalent albums"), ossia stream e vendite digitali di singole tracce equivalenti a copie di album vendute. Camila è il primo album di debutto a debuttare al primo posto negli Stati Uniti da gennaio 2015, quando Meghan Trainor ha aperto alla vetta delle classifiche statunitensi con Title. Camila entra inoltre a far parte di un gruppo di cantanti femminili che hanno raggiunto la vetta della classifica statunitense dopo aver lasciato il gruppo di cui facevano parte: Gwen Stefani (No Doubt), Beyoncé (Destiny's Child), Lauryn Hill (Fugees), Patti LaBelle (Labelle), Stevie Nicks (Fleetwood Mac), Diana Ross (The Supremes) e Janis Joplin (Big Brother and the Holding Company). Nella sua seconda settimana Camila è sceso alla quarta posizione nella classifica statunitense con 43.000 unità vendute, il 64% in meno rispetto alla settimana del debutto. La settimana successiva l'album è sceso di altre tre posizioni alla settima con altre 37.000 unità vendute, mentre nella quarta è sceso all'ottava con 31.000 vendite. Camila è stato certificato disco d'oro negli Stati Uniti il 22 gennaio 2018, nove giorni dopo la sua pubblicazione, per le oltre 500.000 unità vendute. Questa somma include le vendite digitali e gli stream di Havana, Never Be the Same e Real Friends prima dell'uscita dell'album, secondo le regole per le certificazioni della Recording Industry Association of America.
In Canada Camila è entrato al primo posto in classifica, totalizzando 12.000 unità vendute, di cui 5.200 copie fisiche e digitali. Nella prima settimana le tracce dell'album hanno totalizzato 7,2 milioni di stream. Il 22 gennaio 2018 l'album ha ottenuto un disco d'oro per le oltre 40.000 unità vendute, secondo le regole per le certificazioni dell'associazione fonografica canadese Music Canada uguali a quelle statunitensi.
Nel Regno Unito l'album ha debuttato al secondo posto con 21.561 copie vendute, poco più della metà di quelle della colonna sonora del film The Greatest Showman, che si è guadagnata il primo posto. L'album è sceso alla sesta posizione la settimana successiva.

## Classifiche

### Classifiche settimanali
| Classifica (2018) | Posizione massima |
| ----------------- | ----------------- |
| Australia         | 3                 |
| Austria           | 6                 |
| Belgio (Fiandre)  | 3                 |
| Belgio (Vallonia) | 8                 |
| Canada            | 1                 |
| Corea del Sud     | 50                |
| Danimarca         | 4                 |
| Estonia           | 1                 |
| Finlandia         | 2                 |
| Francia           | 7                 |
| Germania          | 8                 |
| Giappone          | 15                |
| Grecia            | 18                |
| Irlanda           | 3                 |
| Italia            | 8                 |
| Lettonia          | 1                 |
| Lituania          | 35                |
| Messico           | 1                 |
| Norvegia          | 1                 |
| Nuova Zelanda     | 3                 |
| Paesi Bassi       | 1                 |
| Polonia           | 4                 |
| Portogallo        | 1                 |
| Regno Unito       | 2                 |
| Repubblica Ceca   | 2                 |
| Slovacchia        | 3                 |
| Spagna            | 1                 |
| Stati Uniti       | 1                 |
| Svezia            | 1                 |
| Svizzera          | 3                 |
| Ungheria          | 15                |

### Classifiche di fine anno
| Classifica (2018) | Posizione |
| ----------------- | --------- |
| Australia         | 48        |
| Belgio (Fiandre)  | 54        |
| Belgio (Vallonia) | 159       |
| Canada            | 16        |
| Danimarca         | 32        |
| Estonia           | 14        |
| Irlanda           | 24        |
| Islanda           | 32        |
| Messico           | 17        |
| Norvegia          | 5         |
| Nuova Zelanda     | 32        |
| Paesi Bassi       | 35        |
| Regno Unito       | 43        |
| Slovacchia        | 6         |
| Spagna            | 38        |
| Stati Uniti       | 25        |
| Svezia            | 15        |
| Classifica (2019) | Posizione |
| Stati Uniti       | 94        |

### Classifiche di fine decennio
| Classifica (2010-19) | Posizione |
| -------------------- | --------- |
| Stati Uniti          | 142       |